# Triple representatividad

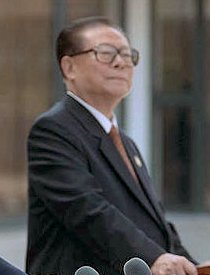
Jiang Zemin, principal ideólogo de la "triple representatividad" y presidente de la República Popular China entre 1993 y 2003.

La triple representatividad (chino simplificado: 三个代表, chino tradicional: 三個代表, pinyin: sānge dàibiǎo) es el nombre que recibe la teoría política desarrollada por el quinto Secretario General del Partido Comunista de China y Presidente de la República Popular China Jiang Zemin. La teoría explica cuál es el papel del Partido en la sociedad china actual y en el proceso de modernización del Estado. Aunque esta teoría ha sido muy criticada por su supuesto lenguaje vago y general, es la base ideológica que ha permitido la incorporación de muchos directivos y empresarios chinos al Partido Comunista de China. En la República Popular China, la teoría de la triple representatividad está considerada parte del acervo ideológico del Partido Comunista, junto al pensamiento de Mao Zedong y al pensamiento de Deng Xiaoping y de Xi Jinping.
El enunciado principal de la teoría es: 

"Al observar el difícil curso y las experiencias de los pasados 80 años, mirando hacia adelante a las arduas tareas y el brillante futuro del nuevo siglo, nuestro Partido debe continuar en la vanguardia de los nuevos tiempos y dirigiendo al pueblo en la marcha hacia la victoria. En una palabra, el Partido debe siempre representar las inquietudes del desarrollo de las fuerzas productivas avanzadas de China, representar la orientación del desarrollo de la cultura avanzada de China, y representar los intereses fundamentales de la mayor parte de la población de China"
Extracto del discurso de Jiang Zemin en el XVI Congreso Nacional del Partido Comunista de China.

La relevancia de la teoría es doble; por un lado, legitima la inclusión de capitalistas y empresarios privados en el Partido Comunista, y por ello ha sido objeto de oposición en los sectores ideológicamente más conservadores del mismo; en segundo lugar, busca cimentar el legado de Jiang Zemin como un teórico marxista al nivel de Mao Zedong y Deng Xiaoping. Debe señalarse, no obstante, que la Triple Representatividad fue denominada en un principio "teoría" y no "pensamiento", lo cual la sitúa en un nivel de importancia menor que las contribuciones ideológicas de Mao, Deng y Xi. Actualmente, a veces se la denomina "pensamiento de la Triple Representatividad", igualándola en importancia a las aportaciones ideológicas de los predecesores de Jiang Zemin.
Una posible interpretación de la Triple Representatividad:
- Fuerzas productivas avanzadas: hombres de negocio.
- La cultura avanzada de China: infraestructura nacional
- Los intereses fundamentales de la mayoría: democracia

La dificultad en la interpretación de la teoría de la Triple Representatividad podría deberse a los problemas de traducción, al utilizar un lenguaje un tanto ambiguo y abstracto, a veces difícil de interpretar. Aunque en China no se tolera una crítica abierta de la teoría,[cita requerida] ha habido informaciones de una cierta disconformidad con la misma en el seno del Partido,[cita requerida] al aceptar la entrada de los empresarios en puestos de responsabilidad, lo cual podría redundar en un desinterés hacia los problemas de los más desfavorecidos, aumentando la brecha entre ricos y pobres. Además, muchos[¿quién?] comparan la promoción de la teoría de Jiang Zemin, reproducida en eslóganes y pancartas por toda China, con un intento de crear un culto a la personalidad.